# 报恩定光多宝塔
26°04′51″N 119°18′03″E / 26.08083°N 119.30083°E
报恩定光多宝塔（平話字：Bó̤-ŏng-dêng-guŏng-dŏ̤-bō̤-ták），简称“定光塔”，俗称“白塔”（平話字：Băh-ták），位于福州市南门万岁寺后，于山西麓。始建于唐末，现存建筑重建于明代，是福建省文物保护单位。

## 简史
唐天祐元年（904年），威武军节度使，后来的闽太祖王审知为超渡父母亡灵而建，塔外表素面，并涂有白灰，故俗称“白塔 ”。翌年在塔周建寺，称“白塔寺”。传说在挖掘地基时，发现一颗明珠，故定名“报恩定光多宝塔”，简称“定光塔”。初建的塔为八角七层，砖砌塔心，木构外周，通高240市尺（约合80米）。明嘉靖十三年（1534年）塔遭雷火而焚毁，嘉靖二十七年（1548年）重建，改砖砌轴心为塔身，添加七层八角葫芦状塔刹。塔内设挂柱悬梯，可登顶瞭望。1958年重修时，对悬梯进行了更换。1962年，白塔被公布为福州市文物保护单位，1991年成为省级文物保护单位。

## 建筑结构
白塔为楼阁式，共七层，高41米，塔身呈八角形，塔心砖砌，外包木构，顶部有相轮塔刹，塔壁、门面绘金佛像。1963年整治塔周环境期间，发现了唐制青石须弥座束腰石雕刻15方，内容有海国神话、狮子、牡丹等，现被竖立于原地保护。